# 乞力馬扎羅區
乞力馬扎羅區是坦桑尼亞的26行政區之一，位於該國東北部，首府莫希，北面和東面是肯亞，南臨坦噶區，西南接曼亞拉區，西面是阿魯沙區，2002年人口1,381,149。

## 外部連結
- Kilimanaro Wards